# Мужская сборная ветеранов Израиля по кёрлингу
Мужская сборная ветеранов Израиля по кёрлингу — национальная мужская сборная команда, составленная из игроков возраста 50 лет и старше. Представляет Израиль на международных соревнованиях по кёрлингу. Управляющей организацией выступает Федерация кёрлинга Израиля (ивр. התאחדות הקרלינג בישראל‎, англ. Israel Curling Federation).

## Результаты выступлений

### Чемпионаты мира
| Год     | Место          | И              | В              | П              | Состав (скипы выделены шрифтом) | Состав (скипы выделены шрифтом) | Состав (скипы выделены шрифтом) | Состав (скипы выделены шрифтом) | Состав (скипы выделены шрифтом) | Состав (скипы выделены шрифтом) |                |
| Год     | Место          | И              | В              | П              | четвёртый                       | третий                          | второй                          | первый                          | запасной                        | тренер                          |                |
| ------- | -------------- | -------------- | -------------- | -------------- | ------------------------------- | ------------------------------- | ------------------------------- | ------------------------------- | ------------------------------- | ------------------------------- | -------------- |
| 2002—15 | не участвовали | не участвовали | не участвовали | не участвовали | не участвовали                  | не участвовали                  | не участвовали                  | не участвовали                  | не участвовали                  | не участвовали                  | не участвовали |
| 2016    | 14             | 8              | 3              | 5              | Gary Gumprich                   | Paul Linetsky                   | Neil Kay                        | Mark Morrison                   | Mitchell Hymowitz               | Simon Pack                      |                |
| 2017    | 9              | 9              | 6              | 3              | Kevin Golberg                   | Alex Pokras                     | Neil Kay                        | Mark Morrison                   |                                 | Calvin Edie                     |                |
| 2018    | 13             | 6              | 3              | 3              | Kevin Golberg                   | Alex Pokras                     | Aaron Horowitz                  | Mark Morrison                   |                                 | Simon Pack                      |                |
| 2019—24 | не участвовали | не участвовали | не участвовали | не участвовали | не участвовали                  | не участвовали                  | не участвовали                  | не участвовали                  | не участвовали                  | не участвовали                  | не участвовали |
| 2025    | 23             | 5              | 1              | 4              | Kevin Golberg                   | Alex Pokras                     | Aaron Horowitz                  | Henrique Kempenich              |                                 |                                 |                |

(данные с сайта результатов и статистики ВФК: )